# Філіпп Клеффель
Філіпп Клеффель (нім. Philipp Kleffel; нар. 9 грудня 1887, Позен, Провінція Позен — пом. 10 жовтня 1964, Кобург, Баварія) — німецький воєначальник часів Третього Рейху, генерал кінноти Вермахту (1942). Кавалер Лицарського хреста Залізного хреста (1942).

## Нагороди

### Перша світова війна
- Залізний хрест 2-го і 1-го класу
- Військовий хрест Фрідріха-Августа (Ольденбург) 2-го і 1-го класу

### Міжвоєнний період
- Почесний хрест ветерана війни з мечами
- Медаль «За вислугу років у Вермахті» 4-го, 3-го, 2-го і 1-го класу (25 років)

### Друга світова війна
- Застібка до Залізного хреста 2-го і 1-го класу
- Лицарський хрест Залізного хреста (17 лютого 1942) — як генерал-лейтенант і командир 1-ї піхотної дивізії
- Медаль «За зимову кампанію на Сході 1941/42»[1]
- Орден Хреста Свободи 1-го класу з дубовим листям і мечами (Фінляндія) (29 березня 1943)
- Німецький хрест в золоті (10 травня 1943) — як генерал кінноти і командир армійського корпусу L

Військова кар'єра
- 25 листопада 1905 — фанен-юнкер
- 18 травня 1907 — лейтенант
- 24 грудня 1914 — оберлейтенант
- 5 жовтня 1916 — ротмістр
- 1 жовтня 1929 — майор
- 1 грудня 1933 — оберстлейтенант
- 1 жовтня 1935 — оберст
- 1 червня 1939 — генерал-майор
- 1 червня 1941 — генерал-лейтенант
- 1 березня 1942 — генерал кінноти